# José Cegarra Sánchez
José Cegarra Sánchez (Cartagena, 16 de desembre de 1923 - Múrcia, 20 de desembre de 2009) fou un enginyer murcià. Estudià enginyeria industrial i es doctorà en enginyeria tèxtil. Fou director de l'Escola Tècnica Superior d'Enginyers Industrials de Terrassa i de l'Institut d'Investigació Tèxtil de la Universitat Politècnica de Catalunya, membre de la Reial Acadèmia de Ciències i Arts de Barcelona i "fellow" de la Society of Dyers and Colourists del Textile Institut de Manchester.
També ha estat consultor científic de diverses empreses espanyoles i estrangeres per afers relacionats en la investigació i desenvolupament en el camp de la química tèxtil. És membre d'honor de l'Associació Nacional de Químics Tèxtils i Coloristes d'Espanya. Entre altres condecoracions, el 1991 va rebre la Medalla Narcís Monturiol al mèrit científic, la medalla de l'Orde d'Alfons X el Savi d'Espanya i la medalla d'or al mèrit científic de la Fundació Catalana per a la Recerca.

## Obres
- Fundamentos científicos y aplicados de la tintura de materias textiles (1981) ISBN 84-600-2134-3
- Fundamentos de la maquinária de tintorería (1987) ISBN 84-600-5096-3
- Fundamentos y tecnología del blanqueo de materias textiles (1997) ISBN 84-605-6526-2
- Metodología de la investigación científica y técnológica (2004, amb una petita biografia a la contraportada)
- El investigador creativo (2002), memòria d'ingrés a la RACAB.